# Munich (empresa)
Munich és una empresa catalana fabricant de calçat esportiu, amb seu social a Capellades, comarca de l'Anoia, i planta de producció a Vilanova d'Espoia, una població de la Torre de Claramunt. Munich fabrica anualment més de 850.000 parells de sabates anuals, el 46% dels quals correspon a calçat esportiu i el 54% a la línia enfocada a la moda. En els darrers anys, la firma ha aconseguit un lloc destacat en el domini de la moda, creixent en el mercat interior i en l'àmbit internacional. Els seus productes es reconeixen pel símbol de la X, que fan servir com a adorn característic. Té presència a Europa, Sud-amèrica i Àsia, principalment Japó, i té 24 establiments propis, entre ells a Barcelona, Capellades, La Roca del Vallès i València i també a Kildare, Madrid i Saragossa.

## Història

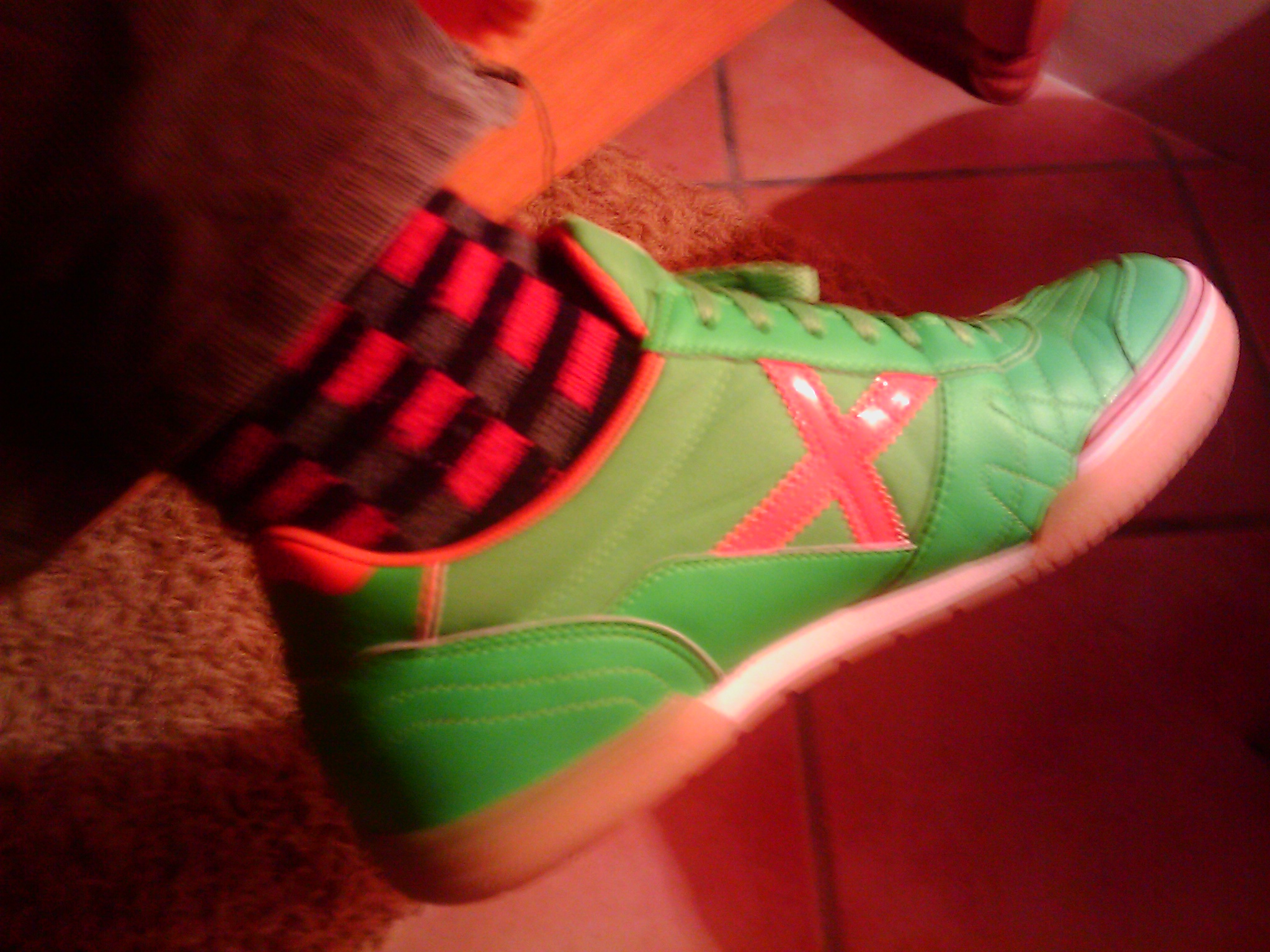
Calçat Munich amb la X, el seu símbol característic.

L'empresa va ser fundada per Lluís Berneda l'any 1939 a Sant Boi de Llobregat, amb el nom inicial de Berneda, fabricant de calçat per a rugbi, futbol sala, handbol, i boxa, entre altres esports.
L'any 1953, ja en mans de la segona generació, els germans Javier i Francisco Berneda s'introduïren en el món de l'atletisme com a pioners en la producció de sabates esportives als Països Catalans, i l'any 1964 refundaren la marca afegint el seu símbol més característic, la X, i el canvi de nom de Berneda a Munich. L'empresa es va consolidar com a referent en l'esport, amb disseny d'influència italiana i inspiració en la tecnologia alemanya, d'on prové el nom de la marca. Jugadors com Kubala i Sotil usaren botes Munich.

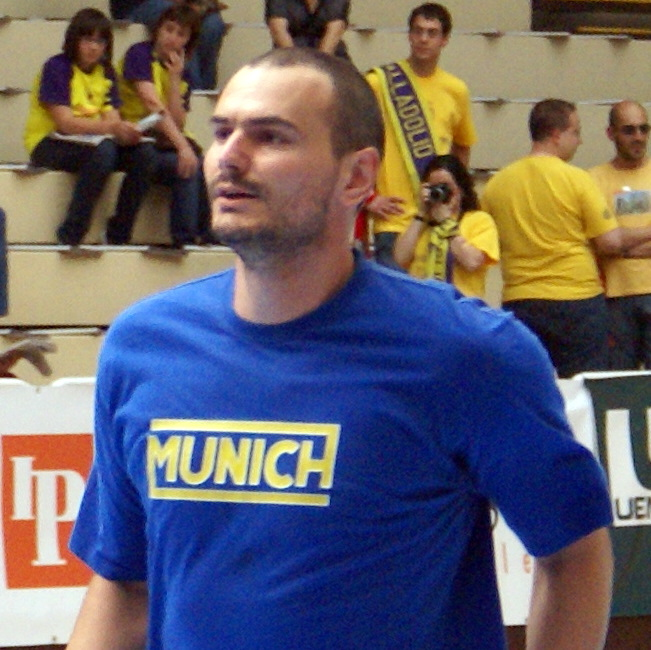
Marko Krivokapic del Club Balonmano Valladolid, patrocinat per Munich

L'any 1999 en Xavier Berneda i Martín, director de màrqueting de l'empresa, i el seu germà David Berneda, director financer, ambdós nets del fundador de l'empresa, van convèncer el seu pare i el seu oncle per diversificar-se cap al calçat de carrer i informal.
Xavier Berneda, originari de Santa Coloma de Cervelló i establert a Capellades, va guanyar l'any 2008 el Premi Jove Empresari per la seva tasca a Munich. Xavier revolucionà l'empresa apostant per la moda streetwear, mantenint les seves característiques de disseny i qualitat però reorientant-la al món de la moda.
Una de les iniciatives innovadores de l'empresa és el web Munich My Way, mitjançant la qual tots els internautes poden dissenyar-se el seu propi calçat combinant desenes de colors i textures, que poden donar com a resultat fins a 333 milions de combinacions diferents. La web permet triar el color de cada una de les nou parts del calçat, ja sigui la sola, la llengüeta, el taló o els cordons. Quan Munich rep la comanda, la fàbrica de Vilanova d'Espoia confecciona el calçat que ha dissenyat el client i es compromet a lliurar-lo en dues setmanes. Munich My Way també ofereix la possibilitat de comprar el preu dret d'un número i l'esquerra d'un altre, ja que molts jugadors de futbol sala necessiten un nombre superior pel peu amb què xuten habitualment.
L'any 2012 l'empresa va viure un trencament familiar quan la segona generació de Berneda, accionista de la marca, prescindí de la tercera, els germans David i Xavier Berneda Martín, que feien de gestors. La marxa d'aquests es deuria a una falta d'entesa amb els seus progenitors. Els dos germans que van sortir de la cúpula directiva van fundar l'empresa La Tempesta Perfecta, des d'on van continuar gestionant la xarxa de botigues oficials de l'empresa.
A finals de 2012 els germans Berneda van arribar a un acord amb l'empresa i van reincorporar-se al projecte, tot anunciant l'expansió de l'empresa cap als mercats estatunidenc i canadenc, mitjançant convenis amb botigues multimarca per Internet.
A l'abril de 2022 l'empresa anuncia l'obertura d'una nova fàbrica a Elx (Baix Vinalopó) amb una previsió de producció de 60.000 parells de sabates a l'any.

## Premis i reconeixements
- 2009: Premi de la Cambra de Comerç de Barcelona a la Gestió del Disseny
- E-COMM Award 2010 en la categoria d'“Equipament esportiu”.[12][13]
- 2019: VI Premi Diplocat a la diplomàcia empresarial, dels Premis Pimes 2019 de PIMEC.[14]